# Alexis Aubenque
 (décembre 2023).
Pour les articles homonymes, voir Aubenque.
Alexis Aubenque, né le 23 décembre 1970 à Montpellier, est un auteur français de space opera et de thriller. Il est économiste de formation.

## Biographie et écriture
Il a inauguré en 2002 un cycle romanesque de science-fiction avec La Chute des mondes, space opera se déroulant au XXVIIe siècle dans une fédération galactique regroupant 250 mondes habités.
En 2006, il commence un cycle reprenant les thèmes majeurs de La Chute des mondes intitulé L'Empire des étoiles, à savoir la réapparition d'une société féodale dans un univers futuriste où l'humanité a depuis longtemps quitté la Terre pour s'installer sur de nouvelles planètes.
Depuis 2008, il a arrêté la science-fiction pour se lancer dans le domaine du thriller avec une première série intitulée River Falls, qui met en scène le shérif Mike Logan.
En 2009, ce changement est récompensé par le prestigieux « prix Polar » du Salon Polar & CO  de Cognac pour le second tome de la série River Falls.
Il enchaîne à partir de 2011 avec la série Nuits Noires à Seattle, qui met toujours en scène le shérif Logan mais de manière secondaire, et met en avant ses lieutenants Angelina Rivera et Dean Nelson déjà présents dans la première série.

## Œuvre
Cycle La Chute des Mondes
- La Chute des mondes, 2002Éditions Florent-Massot (coll. Espace Infini), Paris
- État de guerre, 2004Pocket (coll. Science-Fiction n°5836).

Cycle L'Empire des Étoiles au Fleuve noir, Paris
- L'Empire perdu, 2006
- Le Réveil des Titans, 2006
- L'Odyssée de Klark, 2006
- Hyperborea, 2006
- La Geste des chevaliers, 2007
- Les Rescapés du Kraken, 2007
- L'Agent de sa Majesté, 2007
- Bons baisers de l'Espace, 2008
- Le Retour de Klark, 2008

Série River Falls saison 1
- 7 jours à River Falls, 2008Éditions Calmann-Levy (Thème : Policier-Thriller), Paris
- Un automne à River Falls, 2009Éditions Calmann-Levy (Thème : Policier-Thriller), Paris
Ce livre a reçu le Prix POLAR 2009 lors du 14e Salon POLAR & CO de Cognac (16/10/2009)
- Un noël à River Falls, 2010Éditions Calmann-Levy (Thème : Policier-Thriller), Paris

Série River Falls saison 2
- Retour à River Falls, 2017Éditions Milady, Montreuil
- Des larmes sur River Falls, 2018Éditions Milady, Montreuil
- Souviens-toi de River Falls, 2019Bragelonne, Paris

Série Nuits Noires à Seattle
- Charité bien ordonnée, 2011Éditions Calmann-Levy (Thème : Policier-Thriller), Paris
- Pour le bien des enfants, 2013Éditions Calmann-Levy (Thème : Policier-Thriller), Paris
- Né pour être sauvage, 2014Éditions Calmann-Levy (Thème : Policier-Thriller), Paris

Série Jack Turner
- Stone Island, 2013Éditions du Toucan (Thème : Policier-Thriller), Paris
- Le Secret de Stone Island, 2014Éditions du Toucan (Thème : Policier-Thriller), Paris

Série Les Enquêtes de Bradshaw et Russell
- Tout le monde te haïra, 2015Éditions Robert Laffont (Thème : Policier-Thriller), Paris
- Aurore de Sang, 2016Éditions Robert Laffont (Thème : Policier-Thriller), Paris
- Affaires de familles, 2019

Série Santa Barbara
- La Fille de la plage, 2018Éditions Hugo Roman (Thème : Feel-good), Paris
- La Fille de l'Océan, 2019Éditions Hugo Roman (Thème : Feel-good), Paris

Autres romans
- Canyon Creek, 2012Éditions du Toucan (Thème : Policier-Thriller), Paris
- Les disparues de Louisiane, 2014Éditions du Toucan (Thème : Policier-Thriller), Paris

Série Pacific View
- Ne crains pas la faucheuse, 2015Éditions J'ai lu (Thème : Policier-Thriller), Paris
- Tu ne manqueras à personne, 2016Éditions J'ai lu (Thème : Policier-Thriller), Paris
- Ne jamais pardonner, 2020